# Liste der Baudenkmäler in Gebsattel
Auf dieser Seite sind die Baudenkmäler in der mittelfränkischen Gemeinde Gebsattel zusammengestellt. Diese Tabelle ist eine Teilliste der Liste der Baudenkmäler in Bayern. Grundlage ist die Bayerische Denkmalliste, die auf Basis des Bayerischen Denkmalschutzgesetzes vom 1. Oktober 1973 erstmals erstellt wurde und seither durch das Bayerische Landesamt für Denkmalpflege geführt wird. Die folgenden Angaben ersetzen nicht die rechtsverbindliche Auskunft der Denkmalschutzbehörde.
 Diese Liste gibt den Fortschreibungsstand vom 5. August 2023 wieder und enthält 21 Baudenkmäler.

## Baudenkmäler nach Gemeindeteilen

### Gebsattel
| Lage                             | Objekt                                         | Beschreibung | Akten-Nr.             | Bild           |
| -------------------------------- | ---------------------------------------------- | --- | --------------------- | -------------- |
| An der Dorfmühle 8 (Standort)    | Ehemalige Mühle                                | Zweigeschossiger Satteldachbau in teils verputztem Fachwerk über massivem Erdgeschoss und massivem Zwerchhaus mit Krüppelwalmdach, „1737“ (bezeichnet), Erweiterung nach Westen in der zweiten Hälfte 19. Jahrhunderts | D-5-71-152-1 Wikidata | weitere Bilder |
| Kirchdorfstraße 3 (Standort)     | Wappenstein                                    | „1721“ (bezeichnet) | D-5-71-152-2 Wikidata | BW             |
| Kirchdorfstraße 3 (Standort)     | Keller                                         | Quadermauerwerk mit Zugang zum Gewölbekeller, wohl 18. Jahrhundert | D-5-71-152-2 Wikidata | BW             |
| Kirchdorfstraße 18 (Standort)    | Katholische Pfarrkirche St. Laurentius         | Chorturmkirche, Saalbau mit ädikulagerahmten Portalen, profilierten Fenstereinfassungen, eingezogenem Rechteckchor im Turm mit Gurtgesimsen und Spitzhelm sowie mit Sakristeianbau im nördlichen Turmwinkel und einem Treppenaufgang gegenüber, Turmunterbau erste Hälfte 12. Jahrhundert, wohl gotisch erhöht, Neubau des Kirchenschiffs 1709 ff.; mit Ausstattung                                                                                              | D-5-71-152-3 Wikidata | weitere Bilder |
| Rothenburger Straße 3 (Standort) | Friedhofsmauer, ehemalige Befestigungsmauer    | Mit Rundbogentor, spätmittelalterlich, Tor „1569“ (bezeichnet) | D-5-71-152-3 Wikidata | weitere Bilder |
| Rothenburger Straße 5 (Standort) | Katholisches Pfarrhaus                         | Zweigeschossiger Satteldachbau in Fachwerk über massivem Erdgeschoss, Fachwerk „1676“ (bezeichnet), später massiv unterfangen und aufgemauert | D-5-71-152-4 Wikidata | weitere Bilder |
| Schloßstraße 4 (Standort)        | Gasthaus zum Lamm                              | Zweigeschossiger Satteldachbau mit verputztem Fachwerk über massivem Erdgeschoss, Giebelgesimsen und Aufzugsöffnung, im Kern 17. Jahrhundert, mehrfach erweitert | D-5-71-152-5 Wikidata | weitere Bilder |
| Schloßstraße 4 (Standort)        | Wirtschaftsgebäude                             | massiver Satteldachbau mit Korbbogentor und Kellerabgang, ehemaliger Teil eines größeren Nebengebäudes, wohl 18. Jahrhundert | D-5-71-152-5 Wikidata | weitere Bilder |
| Schloßstraße 6 (Standort)        | Ehemaliges Wohnstallhaus                       | Erdgeschossiger massiver Satteldachbau mit Giebelgesimsen, 1792 | D-5-71-152-7 Wikidata | weitere Bilder |
| Schloßstraße 6 (Standort)        | Scheune                                        | Fachwerkbau mit Satteldach, im Kern Ende 18. Jahrhundert, nach Süden erweitert | D-5-71-152-7 Wikidata | weitere Bilder |
| Schloßstraße 13 (Standort)       | Wohnhaus                                       | Zweigeschossiger Walmdachbau mit verputzten Fachwerkteilen über massivem Erdgeschoss, zweites Viertel 19. Jahrhundert | D-5-71-152-8 Wikidata | weitere Bilder |
| Schloßstraße 15, 17 (Standort)   | Schloss Gebsattel                              | Aus mehreren Gebäuden bestehender Komplex, bis 1806 im Besitz des Stifts Comburg, 1806 säkularisiert, seit 1901 Privatbesitz. Hauptbau, zwei- bis dreigeschossige, u-förmige Anlage mit Satteldächern, der rechte Flügel mit Dachreiter, verputzten vorkragenden Fachwerkgeschossen, Erkerturm und Zwerchhaus, Westflügel zweigeschossig mit vorkragendem verputzten Fachwerkgiebel, 16./17. Jh., Umgestaltung und Erweiterung durch Gabriel von Seidl, 1901 ff. | D-5-71-152-9 Wikidata | weitere Bilder |
| Schloßstraße 13 (Standort)       | Katholische Schlosskapelle Unserer Lieben Frau | Saalbau mit offenem Dachreiter, eingezogenem Rechteckchor und Sakristeianbau im Norden, 1683 geweiht, 1902 renoviert; mit Ausstattung | D-5-71-152-9 Wikidata | BW             |
| Schloßstraße 15 (Standort)       | Torhaus                                        | Zweigeschossiger Satteldachbau mit verzahnter Eckquaderung und rundbogiger Durchfahrt, „1580“ (bezeichnet) | D-5-71-152-9 Wikidata | weitere Bilder |
| Schloßstraße 15 (Standort)       | Ehemalige Zehntscheune                         | Satteldachbau mit verzahnter Eckquaderung, rund- und stichbogigen Toreinfahrten und Stufengiebel, im Kern 1564/1586, Wiederaufbau nach Brand durch Bezirksbautechniker Eckart 1880 | D-5-71-152-9 Wikidata | weitere Bilder |
| Schloßstraße 15 (Standort)       | Schlossökonomie                                | erdgeschossiger Satteldachbau, im Kern 16./17. Jh. | D-5-71-152-9          | weitere Bilder |
| Schloßstraße 15 (Standort)       | Schlossökonomie                                | Satteldachbau mit verzahnter Eckquaderung und Strebepfeilern an der Giebelseite im Kern 16./17. Jahrhundert | D-5-71-152-9 Wikidata | BW             |
| Schloßstraße 15 (Standort)       | Einfriedung                                    | Bruchsteinmauer, im Kern 17./18. Jahrhundert | D-5-71-152-9 Wikidata | weitere Bilder |

### Bockenfeld
| Lage                     | Objekt                                           | Beschreibung | Akten-Nr.              | Bild           |
| ------------------------ | ------------------------------------------------ | --- | ---------------------- | -------------- |
| Bockenfeld 18 (Standort) | Ehemaliges Wohnstallhaus                         | Erdgeschossiger Satteldachbau mit Schopfwalm und Quadermauerwerk, „1866“ (bezeichnet), nach Westen erweitert                                        | D-5-71-152-12 Wikidata | weitere Bilder |
| Bockenfeld 21 (Standort) | Bauernhof: Wohnstallhaus                         | Eingeschossiger Massivbau mit Steilsatteldach, Wohnteil verputzt, Stallteil aus Natursteinquadern, mit Kellern des Vorgängerbaus, bezeichnet „1855“ | D-5-71-152-13 Wikidata | weitere Bilder |
| Bockenfeld 21 (Standort) | Bauernhof: Schweinestall                         | An Wohnstallhaus angefügter eingeschossiger Satteldachbau, 1905                                                                                     | D-5-71-152-13 Wikidata | BW             |
| Bockenfeld 21 (Standort) | Bauernhof: Scheune                               | Mit hakenförmig angesetztem Göpel, Fachwerkbau mit Steilsatteldach bezeichnet „1814“, Göpel 1894                                                    | D-5-71-152-13 Wikidata | weitere Bilder |
| Bockenfeld 21 (Standort) | Bauernhof, Austragshaus                          | Verputzter Massivbau mit Steilsatteldach, 1913 | D-5-71-152-13 Wikidata | BW             |
| Bockenfeld 30 (Standort) | Ehemalige Zehntscheune                           | Erdgeschossiger Bau mit Krüppelwalmdach und Fachwerkteilen, 1762, nach Süden erweitert                                                              | D-5-71-152-14 Wikidata | weitere Bilder |
| Bockenfeld 44 (Standort) | Evangelisch-lutherische Pfarrkirche St. Nikolaus | Neugotischer Saalbau mit eingezogener, dreiseitig geschlossener Apsis, Lisenengliederung und Westturm mit Spitzhelm, 1861 f.; mit Ausstattung       | D-5-71-152-11 Wikidata | weitere Bilder |
| Bockenfeld 25 (Standort) | Friedhofsmauer                                   | Quadermauer mit rustizierten Torpfeilern mit Kranzgesims, wohl 1861 f.                                                                              | D-5-71-152-11 Wikidata | weitere Bilder |

### Kirnberg
| Lage                                                           | Objekt                                                    | Beschreibung | Akten-Nr.              | Bild           |
| -------------------------------------------------------------- | --------------------------------------------------------- | --- | ---------------------- | -------------- |
| Föhrlesberg, Haldenfeld (Standort)                             | Wildbannstein                                             | an der Roten Steige | D-5-71-152-21 Wikidata | weitere Bilder |
| Kirnberg 1 (Standort)                                          | Scheune                                                   | Fachwerkbau mit Krüppelwalmdach, Mitte 19. Jahrhundert, nach Westen erweitert | D-5-71-152-17 Wikidata | weitere Bilder |
| Kirnberg 3 (Standort)                                          | Ehemaliges Pfarrhaus                                      | Zweigeschossiger Satteldachbau mit Zwerchhaus, Ecklisenen, Giebelgesims und segmentbogigen Fenster- und Türöffnungen, Mitte 19. Jahrhundert | D-5-71-152-18 Wikidata | BW             |
| Kirnberg 17 (Standort)                                         | Ehemaliges Schulhaus                                      | Zweigeschossiger Bau mit Krüppelwalmdach, sichtbaren Fachwerkteilen und korbbogigem Hausteinportal, im Heimatstil errichtet, „1909“ (bezeichnet) | D-5-71-152-19 Wikidata | weitere Bilder |
| Kirnberg 23 (Standort)                                         | Evangelisch-lutherische Pfarrkirche St. Maria und Michael | Saalkirche mit eingezogenem, polygonal geschlossenem Chor mit Strebepfeilern und Fachwerkobergeschoss, Westturm mit Geschossgesimsen und Pyramidendach, gedecktem Emporenaufgang sowie mit Sakristeianbau im nördlichen Chorwinkel, Langhaus im Kern romanisch, im letzten Viertel 14. Jahrhundert ehemaliger Chorturm abgetragen, durch den Polygonalchor erweitert und das Langhaus gotisiert, 1702 Langhaus verändert, 1853 f. Westturm abgetragen und erneuert; mit Ausstattung | D-5-71-152-16 Wikidata | weitere Bilder |
| Kirnberg 23 (Standort)                                         | Friedhofsbefestigung, ehemalige Wehrmauer                 | Mit Rundbogenportal und Strebepfeilern im Süden, mittelalterlich, Portal „1749“ (bezeichnet) | D-5-71-152-16 Wikidata | weitere Bilder |
| Kreuzhalde; 50 m nördlich der Straße nach Gebsattel (Standort) | Steinkreuz                                                | Vielleicht 1370 | D-5-71-152-22 Wikidata | weitere Bilder |

### Wasenmühle
| Lage                       | Objekt          | Beschreibung | Akten-Nr.              | Bild |
| -------------------------- | --------------- | --- | ---------------------- | ---- |
| Wasenmühlweg 19 (Standort) | Ehemalige Mühle | Zweigeschossiger Satteldachbau in Fachwerk über massivem Erdgeschoss, „1794“ (ehemals bezeichnet), im 19./20. Jahrhundert erweitert | D-5-71-152-23 Wikidata | BW   |

### Wildenhof
| Lage                                                                                  | Objekt        | Beschreibung                                                                     | Akten-Nr.              | Bild           |
| ------------------------------------------------------------------------------------- | ------------- | -------------------------------------------------------------------------------- | ---------------------- | -------------- |
| Wildenhof 1 (Standort)                                                                | Kelleranlage  | Gewölbekeller und Wappenstein am stark veränderten Wohnhaus, „1686“ (bezeichnet) | D-5-71-152-24 Wikidata | BW             |
| Wildenhofer Ranken, (Gemarkung Schwabsroth der Gemeinde Geslau) (Standort)            | Wildbannstein | 1547                                                                             | D-5-71-152-20 Wikidata | weitere Bilder |
| Am Schloß, Wildenhofer Ranken, (Gemarkung Schwabsroth der Gemeinde Geslau) (Standort) | Wildbannstein | 1543                                                                             | D-5-71-152-25 Wikidata | weitere Bilder |